# Raymundo Hamšík
Raymundo Hamšík (* 31. ledna 1998, Banská Bystrica, Slovensko) je slovenský fotbalový obránce, od roku 2016 hráč českého klubu MFK Frýdek-Místek. Jeho starší bratranec Marek Hamšík je fotbalista a slovenský reprezentant.

## Klubová kariéra
- JUPIE Banská Bystrica-Podlavice (mládež)
- →  FK Dukla Banská Bystrica (hostování, mládež)
- →  Slovan Bratislava (hostování, mládež)
- →  FK Dukla Banská Bystrica (hostování, mládež)
- TJ ŠK Kremnička (mládež)
- MFK Frýdek-Místek (mládež) 2016–
- MFK Frýdek-Místek 2017–

Raymundo Hamšík, mladší bratranec slovenského fotbalového reprezentanta Marka Hamšíka, začal s fotbalem stejně jako on v malém klubu JUPIE Banská Bystrica-Podlavice (od června 2014 nese název JUPIE Futbalová škola Mareka Hamšíka). Poté opět následoval kroky Marka, když hrál ve Slovanu Bratislava. V říjnu 2016 přestoupil do českého klubu MFK Frýdek-Místek, kde působil v týmu U19. V listopadu 2016 byl na testech v italském mužstvu SSC Neapol, absolvoval zde krátkodobý tréninkový kemp.
1. února 2017 podepsal s MFK svou první profesionální smlouvu a byl zařazen do zimní přípravy druholigového A-týmu.